# Commission interaméricaine des femmes
La Commission interaméricaine des femmes (en anglais : Inter-American Commission of Women ; en espagnol : Comisión Interamericana de Mujeres ; en portugais : Comissão Interamericana de Mulheres), souvent abrégée en CIM, est une organisation intergouvernementale rattachée à l'Organisation des États américains qui milite pour les droits des femmes dans les Amériques. Elle est créée en 1928 par la sixième conférence panaméricaine et est composée d'une représentante de chaque pays de l'Organisation. En 1938, la CIM devient un organisme permanent ayant pour objectif d'étudier et de résoudre les problèmes des femmes vivant dans les Amériques.
La CIM est la première organisation intergouvernementale conçue spécifiquement pour répondre aux besoins civils et politiques des femmes. En 1933, elle présente pour la première fois une résolution en faveur de leur droit de vote, qui n'est pas ratifiée, et soumet au vote un traité concernant les droits des femmes. Ce traité, la convention de 1933 sur la nationalité des femmes, établit que le mariage n'affecte pas la nationalité. En 1938, les membres de la CIM soumettent une résolution et obtiennent la première reconnaissance internationale des droits politiques et civiques des femmes. Elles rédigent également le tout premier traité sur la violence contre les femmes, approuvé sous le nom de Convention de Belém do Pará en 1994. En parallèle de la conclusion d'accords internationaux, les déléguées de la CIM font également pression sur leurs pays d'origine pour qu'ils se conforment à ces résolutions, et elles documentent la situation féminine dans leur pays d'origine.

## Histoire

### Fondation

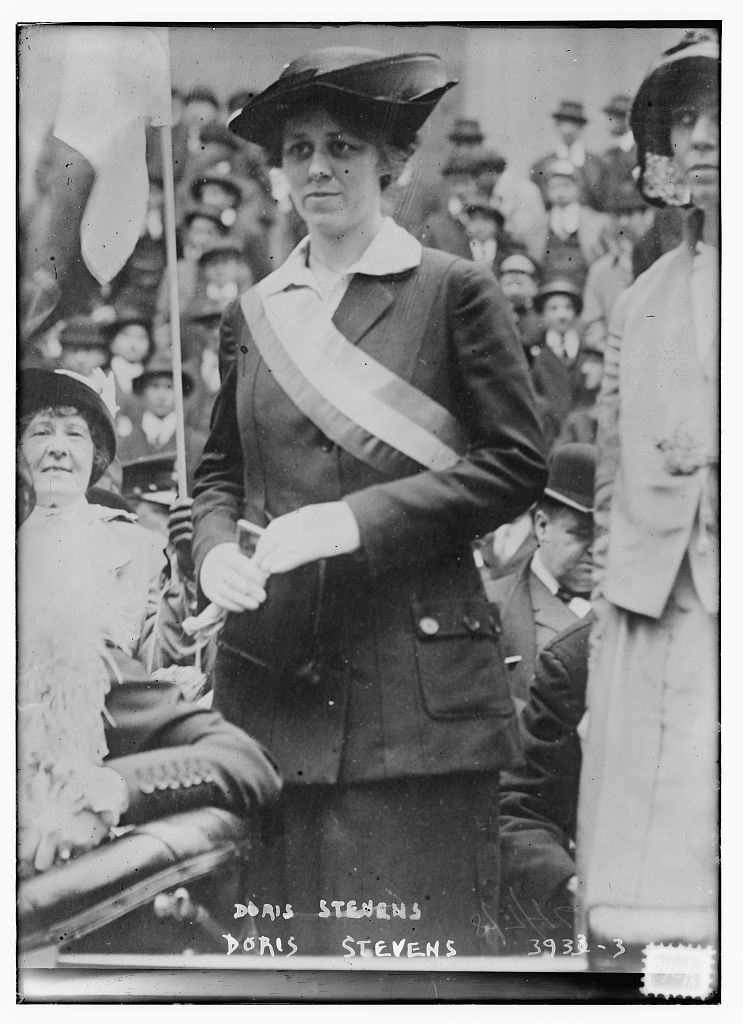
La militante féministe et suffragette Doris Stevens en 1916.

Lorsqu'elle apprend que l'un des trois sujets abordés lors de la réunion de la Société des Nations de 1930 sera celui de la nationalité et de la manière dont elle est codifiée dans le droit international, Doris Stevens, féministe bien connue aux États-Unis, estime que la priorité devrait être d'étudier comment la loi affecte la nationalité pour les femmes. À l'époque, une fois mariée, une Britannique perd par exemple sa citoyenneté britannique si elle épouse un Argentin, et devient du même coup apatride car la loi argentine ne confère pas la citoyenneté par le mariage. Doris Stevens travaille avec Alice Paul du National Woman's Party des États-Unis pour examiner et préparer un rapport évaluant la manière dont les femmes sont affectées par diverses lois. Elles rédigent un rapport monumental, qui répertorie toutes les lois contrôlant la nationalité des femmes de chaque pays dans leur langue maternelle, puis traduisent chaque loi sur une page d'accompagnement.
Dans le contexte d'un monde occidental marqué par des échanges internationaux fournis entre les différentes initiatives féministes en faveur des droits des femmes, Doris Stevens passe trois mois en Europe à rencontrer des dirigeantes militantes et à compiler des informations. Elle rencontre la Dr Luisa Baralt, originaire de La Havane, la Dr Ellen Gleditsch d'Oslo, Chrystal Macmillan et Sybil Thomas, du Royaume-Uni, Maria Vérone, présidente de la Ligue des droits des femmes et la roumaine Hélène Vacaresco, ainsi que diverses dirigeantes de la Graduate Women International. Elle participe à des réunions publiques  pour discuter de la question de la nationalité à Genève, Londres et Paris, et assiste à une réunion de l'Assemblée de la Société des Nations pour obtenir l'approbation d'une résolution incitant les gouvernements devant participer à la prochaine conférence de la Hague en 1930— où ce sujet de la nationalité est inscrit à l'ordre du jour — d'intégrer des femmes dans la sélection de leurs délégués, en raison des conséquences de cet aspect de nationalité sur leur statut. La résolution est soumise et adoptée à l'unanimité. En prévision d'une réunion de coopération entre Européennes et Américaines, une conférence se tient à l'Union panaméricaine pour mettre en avant le thème de la nationalité.
Sous la pression de mouvements féminins et féministes qui se saisissent de l'occasion pour tenter de faire avancer leurs revendications, l'organe directeur de l'Union panaméricaine crée la Commission interaméricaine des femmes lors de sa réunion à La Havane le 4 avril 1928. Les dispositions prévoient une commission composée de sept Américaines issues de différents pays. Ces représentantes doivent examiner les données et préparer des informations pour permettre à la septième conférence panaméricaine d'examiner l'égalité civile et politique dans la région. Les statuts appellent également à l'élargissement de la commission pour inclure à terme une déléguée pour chaque pays de l'Union panaméricaine,. Stevens, à l'origine de la commission, est nommée présidente et les six autres pays sont sélectionnés par tirage au sort. Les premiers pays choisis sont l'Argentine, la Colombie, le Salvador, Haïti, le Panama et le Venezuela et les déléguées nommées sont le Dr Ernestina A. López de Nelson, originaire d'Argentine, María Elena de Hinestrosa, de Colombie, María Alvárez de Guillén Rivas du Salvador, Alice Téligny Mathon d'Haïti, Clara González du Panama et Lucila Luciani de Pérez Díaz du Venezuela.

### Réunion de La Havane en 1930
Le siège du CIM doit initialement être situé à Washington, dans les bureaux de l'Union panaméricaine, mais elle ne dispose pas de personnel dédié et seules quelques représentantes bénéficient du soutien ou de la reconnaissance  de leur gouvernement pour aller à Washington. La plupart sont choisies parmi les organisations féminines de leur pays. Pour favoriser une unité et une continuité de leurs travaux, les déléguées décident de se réunir tous les deux ans, en plus des conférences panaméricaines prévues. À ce titre, la première réunion a lieu à La Havane en 1930. Les membres sont Flora de Oliveira Lima (Brésil), Aída Parada (Chili), Lydia Fernández (Costa Rica), Elena Mederos Cabaña (Cuba), Gloria Moya de Jiménez (République dominicaine), Irene de Peyré (Guatemala), Margarita Robles de Mendoza (Mexique), Juanita Molina de Fromen (Nicaragua), Clara González (Panama), Teresa Obregoso de Prevost (Pérou) et Doris Stevens (États-Unis). Comme leurs gouvernements ne financent pas les frais liés à leur participation, en particulier les frais de voyage, seules les représentantes de Cuba, de la République dominicaine, du Nicaragua, du Panama, des États-Unis, les déléguées Alicia Ricode de Herrera (Colombie) et Fernand Dennis (Haïti), la déléguée mandataire du Salvador et Cecilia Herrera de Olavarría (Venezuela) y assistent. Un groupe de psychiatres, qui ont demandé s'ils pouvaient assister à la réunion pour étudier ce qu'il estiment être « une espèce rare de femmes anormales », intimident les représentantes par leur présence et leur interdisent toute spontanéité. D'autre part, des tensions émergent entre les déléguées cubaines, qui ont mobilisé plusieurs milliers de manifestantes pour le droit de vote, et Doris Stevens, plus autocratique et ayant comme principal objectif l'obtention d'un traité sur l'égalité des droits. Finalement, les résultats politiques obtenus sont maigres.

### Conférence de 1933
Lors de la septième conférence panaméricaine, tenue à Montevideo (Uruguay) en 1933, les représentantes de l'organisation présentent leur analyse du statut juridique féminin dans chacun des vingt et un pays de l'Union panaméricaine. Il s'agit du premier rapport consacré à une étude détaillée des droits civiques et politiques féminins ; il est de plus rédigé uniquement par des femmes. La conférence examine et rejette le projet de traité sur l'égalité des droits, bien qu'il ait été signé par quatre pays : Cuba, l'Équateur, le Paraguay et l'Uruguay. Trois de ces États leur avaient déjà accordé le droit de vote, mais aucun d'entre eux ne ratifie le traité après la conférence. Cependant, les déléguées y présentent la première résolution internationale en faveur du droit de vote des femmes.
Les documents qu'elles ont préparés montrent la disparité entre les droits des hommes et ceux des femmes. Dans seize pays américains, elles ne peuvent pas voter ; dans deux pays elles peuvent voter avec des restrictions et dans trois pays seulement, elles bénéficient du droit de vote à égalité avec les hommes. Dans dix-neuf pays américains, elles n'ont pas la garde égale de leurs enfants et seulement deux pays accordent à l'épouse une autorité conjointe à celle de son époux sur leurs propres enfants. Tous les pays d'Amérique latine et vingt-sept États des États-Unis au total interdisent aux femmes de faire partie d'un jury criminel. Le traitement des divorces dans quatorze pays et vingt-huit États américains se fait sur des bases inégales ; l'accès à une profession est limitée dans plusieurs pays. Enfin, dans treize pays et deux États américains, une femme ne peut pas administrer ses propres biens.
La conférence examine les données et approuve le premier accord international concernant les droits des femmes : la Convention sur la nationalité des femmes, rassemblant de nombreux juristes. Le texte prévoit, contrairement à la situation d'alors, qu'après s'être marié à un homme d'une nationalité différente, la citoyenneté d'origine de l'épouse peut tout de même être conservée, selon la formule suivante : « Il ne doit y avoir aucune distinction fondée sur le sexe en ce qui concerne la nationalité ». En outre, ni le mariage ni le divorce ne peuvent désormais affecter la nationalité des membres d'une famille, ce qui étend également la protection de la citoyenneté aux enfants. L'administration Roosevelt estime que le travail des déléguées est couronné de succès. Plutôt que de voter pour le maintien de la CIM, la Conférence vote à une large majorité, à l'exception de l'Argentine, contre la poursuite de ses travaux.

### Statut permanent de 1938
Lors de la Conférence des États panaméricains de 1938, qui se tient à Lima, au Pérou, la délégation américaine présente deux résolutions. La première, qui vise, sans le dire, à retirer le contrôle de la CIM à Doris Stevens, propose de réorganiser la Commission interaméricaine des femmes en la rendant permanente et en donnant à chaque gouvernement les moyens de nommer sa propre représentante officielle. Sans tenir compte du manque de soutien des autres déléguées, l'administration Roosevelt affirme que Stevens n'est pas une représentante officielle des États-Unis puisqu'elle a été nommée par l'Union panaméricaine. Le président américain nomme Mary Nelson Winslow, du Bureau des femmes du Département américain du Travail au poste de nouvelle déléguée. Finalement, l'initiative américaine est adoptée et la CIM est entièrement réorganisée entre 1938 et 1940, et devient une commission subsidiaire de l'Union panaméricaine. Elle perd son autonomie et devient une entité intergouvernementale officielle, soumise aux objectifs des États. En contrepartie, elle obtient un financement et un soutien officiels.
L'autre résolution vise à approuver une législation protectrice pour les femmes. Feminismo Peruano ZAC, la principale organisation militant pour le droit de vote féminin au Pérou, adopte publiquement une position similaire à celle des États-Unis et se désolidarise de la position officielle de Stevens et de la CIM pour soutenir le Traité sur l'égalité des droits. Les représentantes péruviennes formulent leur plaidoyer pour le droit de vote en faisant référence à la protection des valeurs traditionnelles de l'Église, de la famille, de la charité et de l'honneur. En leur accordant le droit de vote afin qu'elles puissent contribuer à protéger ces objectifs fondamentaux de la nation, la Déclaration de Lima en faveur des droits des femmes propose que ces droits incluent « un traitement politique sur la base de l'égalité avec les hommes, [...] la jouissance d'égalité quant à l'état civil, [...] la pleine protection et la possibilité de travailler [et] la protection la plus large en tant que mère ». La résolution est approuvée et constitue la première reconnaissance internationale de leurs droits politiques et civiques, ouvrant la voie aux revendications d'autres organisations internationales.

### Pendant la guerre et les années 1940
En novembre 1939, le siège de la CIM est transféré à Buenos Aires et la présidence de l'organisation passe des mains de Winslow à Ana Rosa de Martínez Guerrero, représentante d'Argentine. Au cours des années 1940, le soutien croissant des États-Unis à l'obtention de plus de droits politiques pour les femmes appuie les objectifs d'émancipation de la CIM, qui appelle de plus en plus ses délégués à adopter un rôle proactif dans leurs actions. Le droit de vote est adopté au Salvador en 1939 et en République dominicaine en 1942. Les délégués de la CIM rédigent plusieurs résolutions appelant les gouvernements des Amériques à accorder le droit de vote aux femmes et la réunion de 1943 incite les délégués à travailler pour améliorer leurs droits civiques et politiques dans leur pays d'origine plutôt que de seulement observer et rendre compte de leur statut actuel. La réunion met en place une mesure incitative supplémentaire ; un bulletin d'information est créé par l'organisation et met l'accent sur les activités des déléguées et les progrès réalisés dans chacun des pays. L'assemblée de 1944 comprend des représentantes originaires de 19 des 21 pays membres de l'Union panaméricaine et en 1945, le Guatemala et le Panama accordent le droit de vote aux femmes, suivis par l'Argentine et le Venezuela en 1947. En octobre 1945, une délégation de la CIM parvient à faire inscrire les mots « l'égalité des droits des hommes et des femmes », déjà présents dans la déclaration de Lima en 1938, dans la Charte des Nations Unies.
La 9e conférence panaméricaine, qui se tient à Bogotá en Colombie, en 1948, aboutit à l'adoption de deux résolutions : la Convention interaméricaine sur l'octroi des droits politiques à la femme et la Convention interaméricaine sur l'octroi des droits civiques à la femme. Avec la décision par la conférence de la création de l'Organisation des États américains, la CIM est placée sous son égide et devient un forum international permettant d'introduire les questions féministes dans le discours public.

### Du milieu à la fin duXXesiècle
À partir de 1955, la CIM présente régulièrement des rapports aux Nations Unies sur la condition féminine dans les Amériques et travaille à la mise en œuvre des conventions des Nations unies dans l'hémisphère ouest.
La promotion du droit de vote dans tous les États membres continue d'être une priorité pour les déléguées jusqu'au début des années 1960, le Paraguay étant le dernier des États membres d'origine à accorder l'émancipation en 1961. Les décennies allant des années 1960 aux années 1990 voient également de nouveaux pays des Caraïbes accéder à leur indépendance, adhérer à l'Organisation des États américains et envoyer des déléguées à la CIM. Avec l'accueil du Belize et de la Guyane en 1990, les membres de l'organisation sont désormais représentatives de toutes les nations indépendantes des Amériques à l'exception de Cuba.
Le Canada rejoint la CIM en tant que membre observateur en 1972, et l'accent passe du droit de vote à la protection contre la violence et aux programmes de santé et d'emploi. Dans les années 1970, la question du genre émerge avec la reconnaissance des préjugés sexistes en termes de construction culturelle, sociale et historique fondée sur la base biologique du sexe. Il est reconnu que le sexe biologique en lui-même ne crée pas de disparité, mais plutôt des différences perçues dans les rôles de genre tels que définis par les cultures et les traditions sociales. Pour que l’égalité soit atteinte, la CIM réalise que les systèmes culturels, économiques, politiques et sociaux doivent être étudiés et repensés afin que toute la société en bénéficie également. Elle introduit alors le Plan d'action régional, destiné à inclure les ouvrières et les autochtones ainsi que les femmes de la classe moyenne ayant reçu une éducation traditionnelle lors des décennies précédentes.
À la fin des années 1980, les régimes autoritaires au pouvoir au Salvador, à Haïti, au Pérou ainsi que dans d'autres pays d'Amérique latine utilisent le viol comme arme de guerre, tandis que le tabou traditionnel entourant les violences domestiques s'érode progressivement, propulsant la violence contre les femmes au premier plan du discours public. Alors que la plupart des dictatures militaires tombent en Amérique latine au cours de la troisième vague de démocratisation, entre 1978 et 1985, les mouvements féministes commencent à faire pression sur leurs gouvernements civils pour qu'ils s'attaquent à la violence systémique contre elles. En 1988, la stratégie de la CIM s'appuie sur la création de normes internationales pour faire pression en faveur d’un changement de gouvernement national. À cette fin, ses membres décident d'élaborer une Convention interaméricaine axée sur la violence contre les femmes et programment une réunion consultative spéciale en 1990. La Consultation interaméricaine sur les femmes et la violence, qui se tient en juillet 1990 est alors la première réunion diplomatique de ce type,. Lors de la convention, les participantes évaluent en profondeur la question de la violence liée aux questions de genre et organisent ensuite deux réunions intergouvernementales d'experts pour chercher des réponses afin de rédiger une proposition, en octobre 1990. Le texte final, désigné sous le nom de Convention de Belém do Pará, est le premier traité à lutter contre la violence à l'égard des femmes. En avril 1994, il est présenté lors d'une Assemblée extraordinaire des déléguées de la CIM, qui l'approuvent et entérinent sa proposition à l'Organisation des États américains. Elle est finalement adoptée par la vingt-quatrième session ordinaire de l'Assemblée générale de l'OEA à Belém, au Brésil, en juin 1994, en étant approuvée par 32 des 34 États membres de l'OEA,.
Les cinq chapitres du texte entrent en vigueur le 5 mars 1995, et constituent alors, selon Sandra Lando, diplômée en droit international, « l'instrument le plus audacieux pour la protection des droits des
femmes ».
En 1998, tous les pays adoptent la Déclaration de Saint-Domingue, qui reconnaît aux femmes des droits inaliénables, qui existent tout au long de leur vie et constituent une « partie intégrante et indivisible des droits humains universels ».

### Début duXXIesiècle
En 2000 a lieu la première Réunion ministérielle continentale sur la promotion des femmes et un nouveau plan pour les droits féminins est adopté pour le début du XXIe siècle. Trente-trois États membres envoient des déléguées et la secrétaire d'État américaine, Madeleine Albright, participe à la réunion. D'autres femmes d'État sont aussi présentes, comme Gladys Caballero de Arévalo, vice-présidente du Honduras, María Eugenia Brizuela de Ávila, la ministre des Affaires étrangères du Salvador, Indranie Chandarpal, ministre des Services sociaux et de la Sécurité sociale du Guyana et vice-présidente de la CIM, Graciela Fernández Meijide, ministre argentine du Développement social et de l'Environnement, ainsi que Marisabel Rodríguez de Chávez, Première dame du Venezuela. À l'issue de la réunion, les membres de la commission adoptent le Programme interaméricain de promotion des droits humains de la femme, d'équité et d'égalité des sexes, qui se donne pour but dans le but d'assurer l'égalité juridique entre les sexes.

## Objectifs et actions
En lien avec le plan d'action régional adopté dans les années 1970, la CIM réalise environ 200 projets entre 1975 et 1985. Ceux-ci se répartissent dans plusieurs domaines, qui vont de la formation à l'entrepreneuriat à l'aide à l'élevage, en passant par la formation au leadership, le développement des compétences professionnelles, de coopératives artisanales, de syndicats, ainsi que la fourniture d'aides juridiques ou l'aide à l'autonomisation dans le domaine politique.
Depuis 1997, la Commission interaméricaine des femmes est chargée de rédiger tous les deux ans un rapport officiel résumant les avancées liées à l'application de la Convention.
En plus de leur rôle dans la préparation et la présentation de nouveaux textes, les déléguées de la CIM font également pression pour obtenir des accords internationaux panaméricains qui entraîneraient des changements et protégeraient les femmes.

## Organisation de la CIM

### Structure actuelle
L'organisation est représentée par une Assemblée de déléguées nommées par leurs pays d'origine. La structure organisationnelle actuelle prévoit que l'Assemblée générale des déléguées se réunisse tous les trois ans. Cette assemblée établit les grands thèmes de travail de la Commission.
Le Comité exécutif de la CIM compte huit déléguées élues lors de l'Assemblée générale des déléguées. Il se réunit à intervalles plus réguliers, au moins deux fois par an, pour aborder des domaines de préoccupation immédiats.
À sa discrétion, la CIM peut convoquer des réunions en petit comité ou des réunions extraordinaires pour discuter des questions politiques, organiser des séminaires de sensibilisation ou d'autres réunions éducatives ou organisationnelles pour faire avancer la cause féminine.

### Instances dirigeantes depuis 1999
| Dates des mandats | Mandat          | Nom                            | Pays                                                                   |
| ----------------- | --------------- | ------------------------------ | ---------------------------------------------------------------------- |
| 2013-2015         | Présidente      | Maureen Clarke                 | Costa Rica                                                             |
| 2013-2015         | Vice-présidente | Marie Yanick Mezile            | Haïti                                                                  |
| 2013-2015         | Vice-présidente | Markelda Montenegro de Herrera | Panama                                                                 |
| 2013-2015         | Vice-présidente | Beatriz Ramírez Abella         | Uruguay                                                                |
| 2013-2015         | Autres membres  |                                | Barbade, Guatemala, Mexique, Pérou et États-Unis                       |
|                   |                 |                                |                                                                        |
| 2011-2013         | Présidente      | Rocío García Gaytán            | Mexique                                                                |
| 2011-2013         | Vice-présidente | Magdalena Faillace             | Argentine                                                              |
| 2011-2013         | Vice-présidente | Irene Sandiford-Garner         | Barbade                                                                |
| 2011-2013         | Vice-présidente | Sonia Escobedo                 | Guatemala                                                              |
| 2011-2013         | Autres membres  |                                | Brésil, Costa Rica, Panama, Paraguay et Trinité-et-Tobago              |
|                   |                 |                                |                                                                        |
| 2009-2011         | Présidente      | Laura Albornoz Pollman         | Chili                                                                  |
| 2009-2011         | Vice-présidente | Jeanette Carrillo Madrigal     | Costa Rica                                                             |
| 2009-2011         | Autres membres  |                                | Antigua-et-Barbuda, Bahamas, Colombie, Mexique et États-Unis.          |
|                   |                 |                                |                                                                        |
| 2007-2009         | Présidente      | Jacqui Quinn-Leandro           | Antigua-et-Barbuda                                                     |
| 2007-2009         | Vice-présidente | Martha Lucía Vazquéz Zawadsky  | Colombie                                                               |
| 2007–2009         | Autres membres  |                                | Brésil, Guatemala, Haïti, Pérou et Uruguay                             |
|                   |                 |                                |                                                                        |
| 2005-2007         | Présidente      | Nilcéa Freire                  | Brésil                                                                 |
| 2005-2007         | Vice-présidente | María José Argaña de Mateu     | Paraguay                                                               |
| 2005–2007         | Autres membres  |                                | Argentine, Canada, Chili, Mexique et Suriname                          |
|                   |                 |                                |                                                                        |
| 2003-2005         | Présidente      | Yadira Henríquez               | République dominicaine                                                 |
| 2003-2005         | Vice-présidente | Florence Ievers                | Drapeau du Canada                                                      |
| 2003-2005         | Autres membres  |                                | Guatemala, Nicaragua, Paraguay, États-Unis et Venezuela                |
|                   |                 |                                |                                                                        |
| 2001-2003         | Présidente      | Indranie Chandarpal            | Guyana                                                                 |
| 2001-2003         | Vice-présidente | Nora Uribe                     | Venezuela                                                              |
| 2001-2003         | Autres membres  |                                | Canada, Salvador Salvador, Honduras, République dominicaine et Uruguay |
|                   |                 |                                |                                                                        |
| 1999-2001         | Présidente      | Dulce Maria Sauri Riancho      | Mexique                                                                |
| 1999–2001         | Vice-présidente | Indranie Chandarpal            | Guyana                                                                 |
| 1999–2001         | Autres membres  |                                | Argentine, Colombie, Jamaïque, Paraguay et États-Unis                  |

## Dirigeantes et déléguées notoires
- 1930-1940 : Margarita Robles de Mendoza, Mexique[10],[40]
- 1930-1936 et 1945-1949 : Marta Vergara, Chili[41],[42],[43]
- 1938-1948 : María Currea Manrique, Colombie[44]
- 1941-1954 : Ángela Acuña, Costa Rica[45],[46]
- 1947-1951 : Minerva Bernardino, République dominicaine (présidente)[47]
- 1957-1961 : Graciela Quan, Guatemala (présidente)[48]
- 1957-1961 : Frances Marron Lee, États-Unis (vice-présidente)[49]